# Fuentespreadas
Fuentespreadas település Spanyolországban,  Zamora tartományban. Fuentespreadas El Piñero, San Miguel de la Ribera, Argujillo, El Maderal, Cuelgamures, Santa Clara de Avedillo és Jambrina községekkel határos. Lakosainak száma 290 fő (2024).

## Népesség
A település népessége az utóbbi években az alábbiak szerint változott:
| Lakosok száma | 398  | 374  | 345  | 330  | 336  | 322  | 315  | 286  | 281  | 290  |
|               | 2001 | 2004 | 2007 | 2009 | 2012 | 2014 | 2017 | 2019 | 2022 | 2024 |